# Comptche (Kalifornija)
Comptche je naseljeno područje za statističke svrhe u američkoj saveznoj državi Kalifornija. Prema popisu stanovništva iz 2010. u njemu je živjelo 159 stanovnika.